# Wiśniewski (herb szlachecki)

Wizerunek herbu według Siebmachera i Ostrowskiego, u Gajla jako Ramułt II

Wizerunek herbu według Małachowskiego i Chrząńskiego, u Gajla jako Wiśniewski

Wiśniewski (Wiszniewski, Ramułt II, Ramułt odmienny) – polski herb szlachecki, odmiana herbu Ramułt.

## Opis herbu
Opis herbu z wykorzystaniem klasycznych zasad blazonowania:
Według Jana Karola Dachnowskiego, herb miał wyobrażać w czerwonym polu pięć róż na ukos, zaś w klejnocie jedną różę. Na ilustracji w pracy Dachnowskiego róże położone są na skosie, czego nie podaje opis.
Według herbarza Siebmachera, który informację zaczerpnął z legitymacji szlachectwa Wiśniewskich (Wiszniewskich) w Galicji, za którym następnie wizerunek i opis herbu przytoczył Juliusz Karol Ostrowski: W polu czerwonym na skosie srebrnym pięć róż czerwonych z listkami zielonymi i środkiem złotym. Klejnot: nad hełmem w koronie czerwona róża z łodygą i czterema listkami w kolorze zielonym. Labry – czerwone, podbite srebrem.
Według Piotra Małachowskiego i  Teodora Chrząńskiego, którzy jednak nie przytaczają źródeł, pas miał być lewo ukośny i zielony, zaś róże srebrne.

## Opisy historyczne
Jan Karol Dachnowski:

Pięć róż na ukos na czerwonym polu, na hełmie jedna róża

Kasper Niesiecki:

Wiśniewski herbu Ramult, ale z tą odmianą, to jest, pięć róż być powinno w pasie na ukos idącym, a na hełmie nad koroną, róża z korzonkiem i czterema listkami

Piotr Małachowski:

Wiśniewscy na pasie zielonym, ukośnie od góry lewej na dół prawy w polu także czerwonym maią pięć róż białych, szeregiem ułożonych, w Hełmie nad koroną takąż iedną różę, i czterema listkami

Hipolit Stupnicki:

Ramułt z tą odmianą, że pięć róż być powinno w pasie na ukos idącym, a na hełmie nad koroną róża z korzonkiem i czterema listkami

## Najwcześniejsze wzmianki
Herb po raz pierwszy pojawił się w XVII-wiecznym rękopisie O Familiach Pruskich, którego autorstwo przypisuje się Dachnowskiemu. Autor ten nie wspominał o skosie, opisując tylko, że herb ma pięć róż na ukos w polu czerwonym. Róże na skosie są natomiast na ilustracji w pracy Dachnowskiego. Następnie jako herb własny Wiśniewskich z ziemi przemyskiej i w Prusach przytacza go Kasper Niesiecki w Koronie polskiej (1740), także bez barw. Jako pierwszy barwy skosu i róż określił Piotr Małachowski w 1805 roku. Wówczas też określony został kierunek skosu jako lewy. Małachowski opisuje herb jako odmianę Ramułta przysługującą Wiśniewskim. Informacje Niesieckiego powtórzono w wydaniu jego pracy z lat 1839-45. Ponownie bez określenia barw jako własny Wiśniewskich herb opisał w 1862 roku Hipolit Stupnicki. Pod nazwą Ramułt II herb został przytoczony przez Ostrowskiego. Pod nazwą Ramult, ze srebrnym skosem, herb znalazł się w Nowym Siebmacherze z 1905 roku jako herb rodziny Wiszniewskich wzmiankowanej w przemyskiem w 1692 roku, która złożyła przysięgę w Galicji w 1782 roku. Wersja herbu według Piotra Małachowskiego pojawia się w Tablicach odmian herbowych Chrząńskiego z 1909 roku.
Tadeusz Gajl w swoich herbarzach odróżnia herby Ramułt II (skos prawy, srebrny, róże czerwone) oraz Wiśniewski (skos lewy, zielony, róże srebrne).

## Herbowni

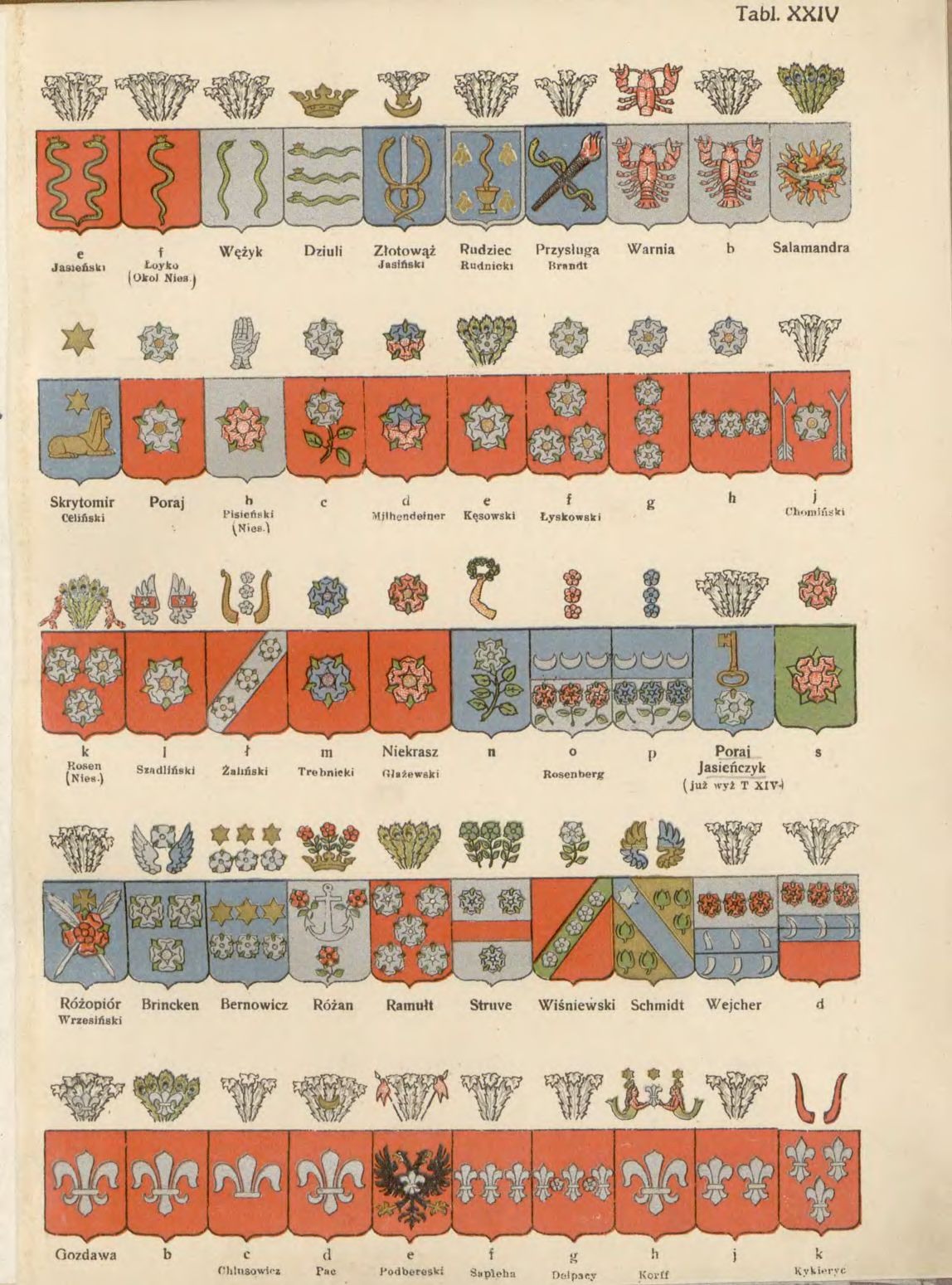
Wizerunek herbu Wiśniewski na tablicy Stanisława T. Chrząńskiego

Dachnowski przypisywał ten herb Wiśniewskim (u Siebmachera jako Wiszniewscy), Sicińskim i Łagiewskim.
Tadeusz Gajl herb Ramułt II przypisuje tylko Sicińskim, zaś Wiśniewski to wedle niego herb własny Wiśniewskich (Wiszniewskich).

### Znani herbowni
Hipolit Stupnicki wymienia następujące osoby tego herbu:
- Antoni Wiśniewski – pijar, filozof, fizyk, matematyk, teolog i pedagog, wykładowca Collegium Nobilium.
- Adam Wiśniewski – kapitan 7 Pułku Piechoty Księstwa Warszawskiego poległ pod w bitwie pod Almonacid de Toledo.
- N. Wiśniewski – porucznik Legii Nadwiślańskiej, zginął pod Saragossą (1809).